# David Manga
David Manga Lembe (n. 3 februarie 1989, Paris) este un fotbalist centrafrican, care evoluează pe postul de aripă stânga la clubul din Liga I, ASA Târgu Mureș.

## Palmares

### Partizan Belgrad
- Superliga Serbiei: 2011-2012

### Hapoel Ramat Gan
- Cupa Israelului: 2013

### Ironi Kiryat Shmona
- Cupa Israelului: 2014